# أنا الأخرى
أنا الأخرى (بالإنجليزية: Another Me) هو فيلم إسباني بريطاني درامي نفسي من إخراج الإسبانية إيزابيل كويسيت، كان عرض الفيلم الأول بمهرجان روما السينمائي في 15 نوفمبر 2013.
الفيلم مقتبس من رواية بنفس الاسم للكاتبة الإسكلندية كاثرين ماكفيل، وتؤدي دور البطولة الممثلة الشابة صوفي تارنر.

## القصة
يتحدث الفيلم عن فتاة في سن المراهقة يلاحقها شبح يشبهها، تعيش حياتها الطبيعية حتى بداية إحساسها بأن هناك شخص ما يتبعها فتصاب بالخوف والذعر الشديد، إذ تريد هذه الشخصية الغامضة من الفتاة أن تسرق ليس فقط هوايتها وتصرفاتها بل كل حياتها.

## روابط خارجية
- أنا الأخرى على موقع IMDb (الإنجليزية)
- أنا الأخرى على موقع روتن توميتوز (الإنجليزية)
- أنا الأخرى على موقع ألو سيني (الفرنسية)
- أنا الأخرى على موقع أول موفي (الإنجليزية)
- أنا الأخرى على موقع فيلمافينيتي (الإسبانية)
- أنا الأخرى على موقع قاعدة بيانات الفيلم (الإنجليزية)
- أنا الأخرى على موقع ليتربوكسد (الإنجليزية)
- أنا الأخرى على موقع كينوبويسك (الروسية)